# QV75
QV 75 est un des tombeaux situé dans la vallée des Reines, dans la nécropole thébaine, sur la rive ouest du Nil face à Louxor en Égypte.
Il est la dernière demeure d'Hénoutmirê, fille, petite-fille et grande épouse royale de Ramsès II.